# 苏宁易购
苏宁易购集团股份有限公司（简称苏宁易购，深交所：002024），原名苏宁云商集团股份有限公司（簡稱苏宁云商），创始人是张近东，是中华人民共和国的一家连锁型零售和地产开发企业，前身为江苏苏宁交家电有限公司、苏宁电器股份有限公司。2004年7月7日公司成功实现首次公开发行A股，7月21日公司在深圳证券交易所上市。

## 蘇寧戰略投資
- 家樂福中國（持有100％股份[1]）2020年营收255.74327億人民幣，亏损7.95億元人民幣
- 蘇寧金服（持有41.15％股份）
- 云店万网（持有70％股份）
- TCL控股（持有25％股份）
- 重庆猫宁电子商务有限公司
- 苏宁小店

## 名称
苏宁公司早年位于江苏省南京市江苏路和宁海路之间。因为地址坐落地点的原因，所以就取自两条路的第一个字：“苏宁”作为企业的名称。
2013年2月19日，苏宁电器公告称，基于线上线下多渠道融合、全品类经营、开放平台服务的业务形态，苏宁拟将公司名称变更为“苏宁云商集团股份有限公司”，以更好的与企业经营范围和商业模式相适应。此次更名可看做是苏宁电器的科技转型战略迈出的又一大步，也宣告着苏宁“云商”新模式的正式面世。苏宁电器高调宣布更名苏宁云商，更改标识，大肆调整公司架构。所谓云商是指“店商+电商+零售服务商”相结合的新零售业模式。苏宁此次变革，其电商平台苏宁易购地位也得到明显提升和重视，创始人张近东的电商战略已经非常明显。
2018年1月14日，苏宁云商发布公告，称公司董事会已全票通过变更公司名称事项，决定将公司名再次变更为“苏宁易购”。2018年2月，公司名由“苏宁云商”正式变更为“苏宁易购”。
2021年2月28日，深圳國際與深圳市鯤鵬股權投資管理（均為國企）分別擬按每股6.92元人民幣，合共約148億元人民幣入股蘇寧易購，佔其公司總股本的8%(7.45億股)及15%(13.97億股)，合共23%，

## 历史

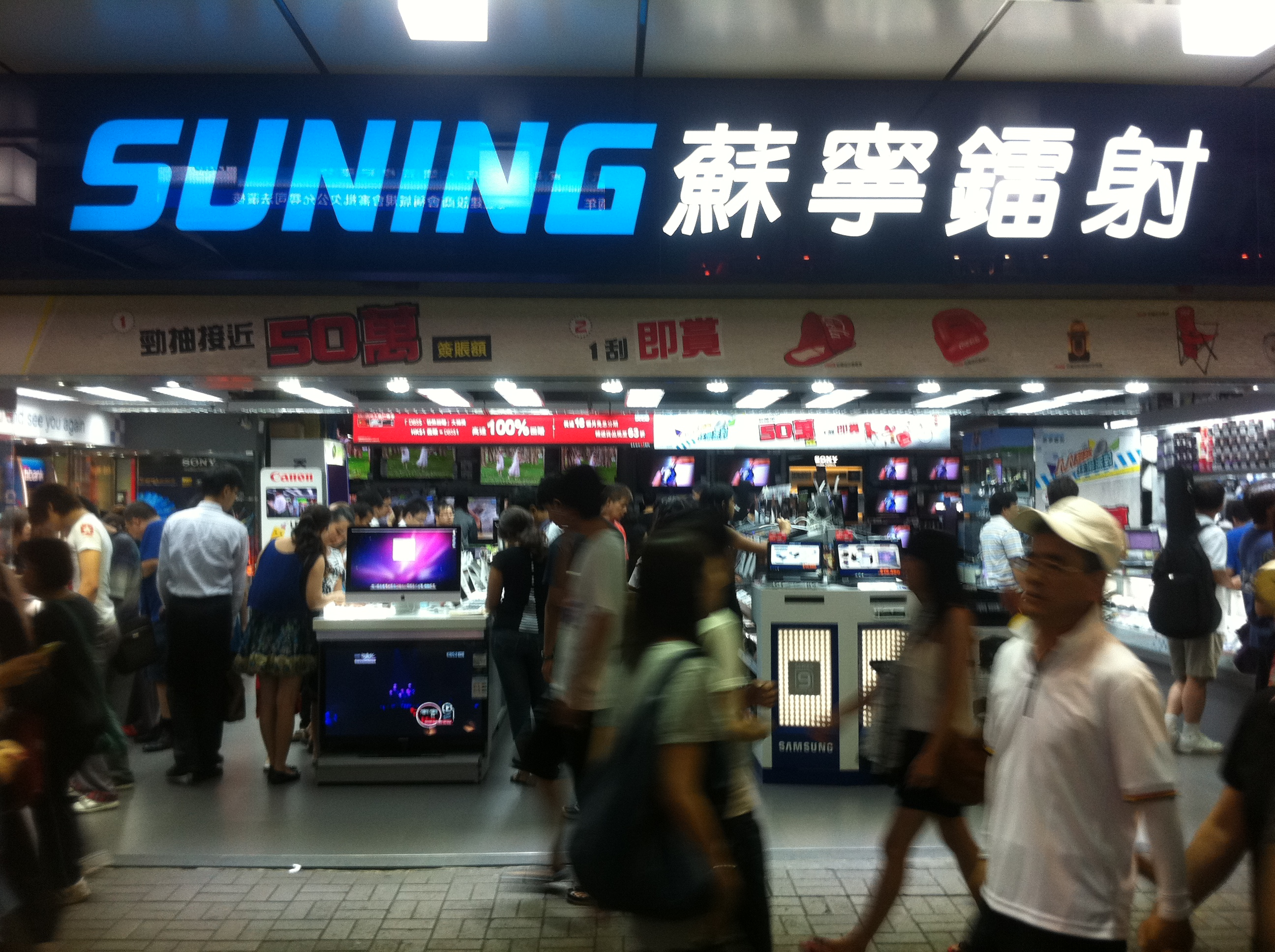
蘇寧鐳射

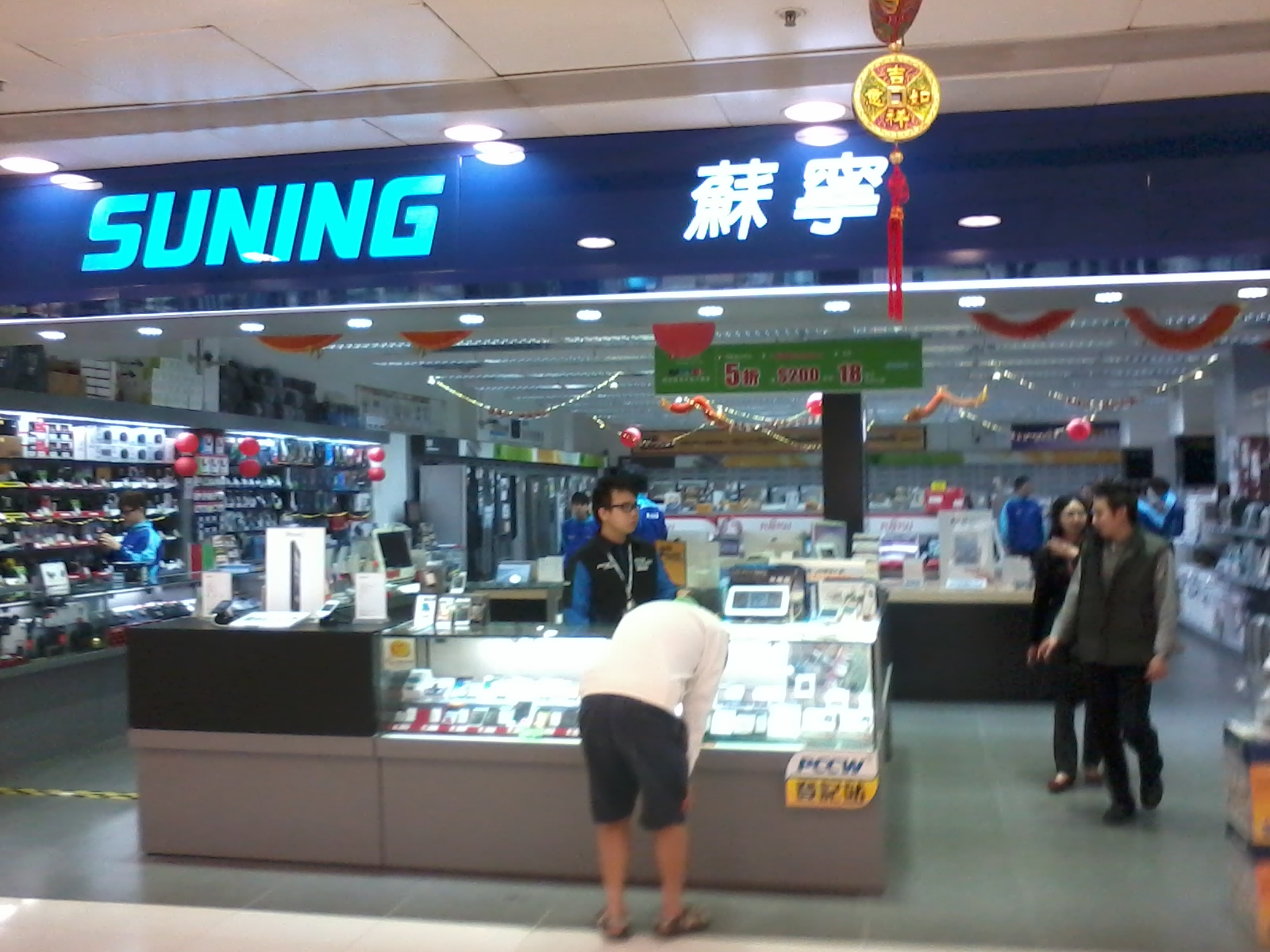
香港大埔分店

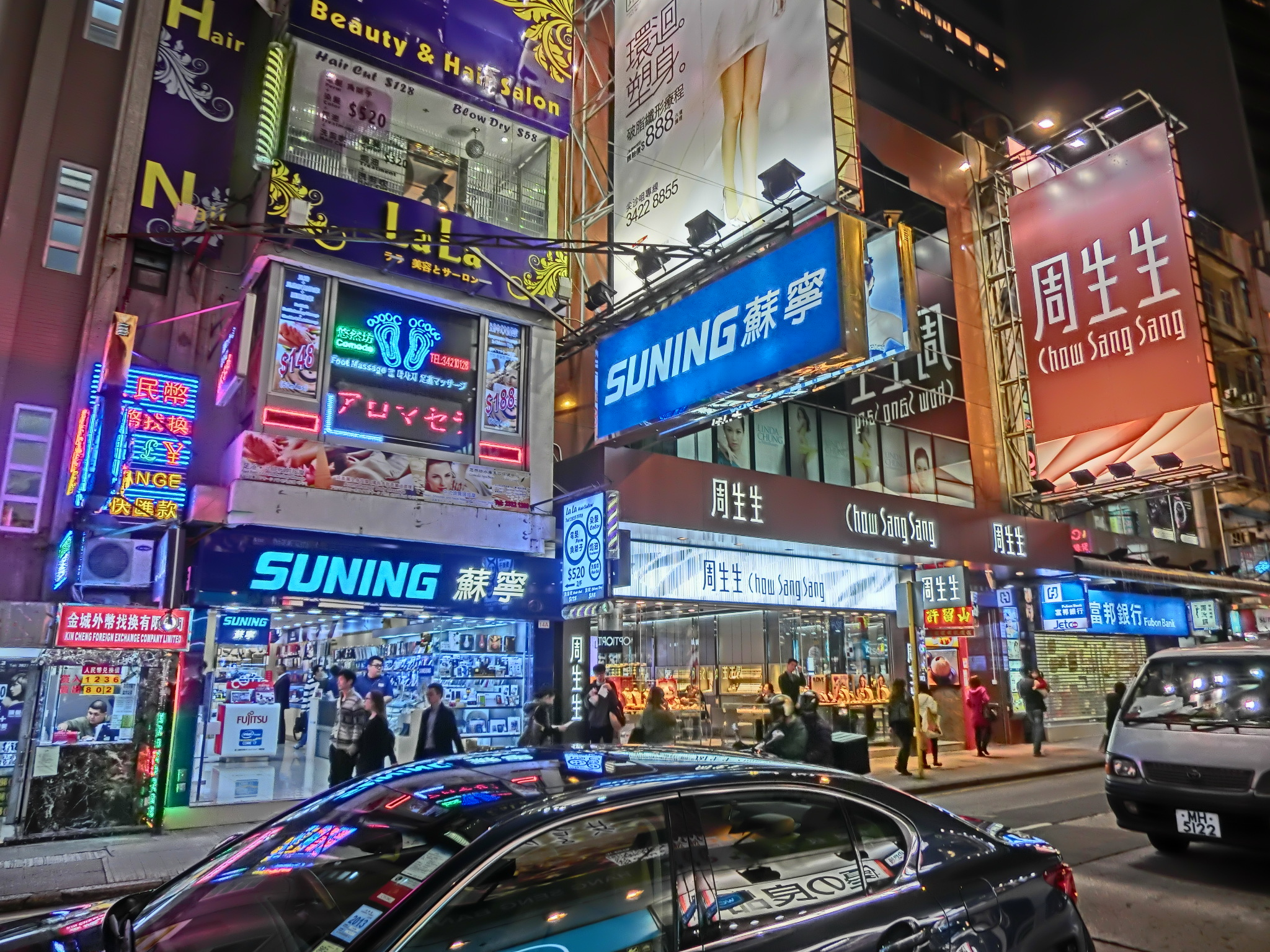
香港金馬倫總店

### 科技转型智慧服务
美国旧金山时间2013年11月19日，“苏宁美国研发中心暨硅谷研究院”在硅谷隆重揭幕，苏宁董事长张近东正式宣布其全球首家海外研究院开始运行。苏宁于今年明确发布“一体两翼互联网路线图”，就是要以互联网零售为转型总体方向，以O2O和开放平台为两翼，运用互联网技术提升零售业的运营效率与服务体验，苏宁硅谷研究院将为这一愿景提供技术牵引。

### 關聯公司破產重整
2025年1月，與蘇寧易購關聯的蘇寧電器、蘇寧控股和蘇寧置業申請破產重整，由南京市中級人民法院受理。

## 社会公益
苏宁公益理念为“扎根社会壮大企业”。苏宁在《财富》中国企业社会责任100强排名中位于前20名。
「1+1阳光行」苏宁社工志愿者行动号召苏宁的员工自愿承担社会责任。每年至少用一天的时间进行社会自愿者活动，每年捐出至少1天的工资进行公益捐助。阳光服务（Sunning）是苏宁（Suning）的代名词。
除了向慈善机构捐款外，苏宁还发起了为贫困地区修建校舍的“苏宁筑巢行动”；帮助偏远地区修桥解决出行难问题的“苏宁溪桥工程”；资助乡村教育的“苏宁阳光梦想”。另外苏宁电器在每年还在中国各地区赞助植树绿化活动。
2013年12月26日，沿袭一贯“公益庆生”的传统，苏宁开展公益捐赠及阳光行活动，活动内容包括捐赠3695万元、开展“阳光1+1”社工志愿者行动、发出1000万元捐赠的苏宁猜想，以及邀请全国权威公益机构、知名专家举办主题为“网聚仁的力量”的“2014年企业公益论坛”。将互联网转型运用到公益事业创新上，探讨公益创新与互联网的融合之道。

## 企业事件
2019年9月，苏宁易购以 48 亿元收购家乐福（中国）80%股份。
2021年7月，中国国家市场监督管理总局根据《中华人民共和国反垄断法》第四十八条、四十九条作出行政处罚决定，对“苏宁易购与南京银行设立合营企业案”、“苏宁易购与三菱重工设立合营企业案”涉案企业分别处以50万元人民币罚款。
在2024年第三季，蘇寧易購的總資產為1,193.98億人民幣，總負債達1,085.95億人民幣，淨資產只有108.03億人民幣，資產負債比率高達90.95%。
2025年1月27日，蘇寧易購發出公告，宣佈蘇寧電器集團、蘇寧控股集團被申請重整。 相關案件已經獲得南京市中級人民法院受理，但是破產重整程序不涉及蘇寧上市主體蘇寧易購，只涉及蘇寧電器、蘇寧控股及蘇寧置業。 但蘇寧易購的相關人士表示，三家公司只是債務重整而非破產清算。